# Della Marra
La famiglia dei della Marra (originariamente, in francese antico, De la Mare), o semplicemente Marra, è stata una famiglia nobile italiana di origine normanna.

## Storia
La famiglia nobile normanna dei De la Mare ebbe origine in Norvegia, nell'attuale regione di Nordmøre, che fu un regno indipendente finché Harald I di Norvegia non lo conquistò con il tentativo di unificare la Norvegia sotto un unico regno, scacciando la famiglia che successivamente si stabilì a Sainte-Opportune-la-Mare nel X secolo e diede poi origine a diversi rami di nobiltà in Francia, in Inghilterra (Lamare, Delamare, De la Mare) e in Italia (Della Marra, Marra).
Nel 1140 Roberto della Marra, potente barone del Regno di Napoli sotto Ruggero II di Sicilia, estese i suoi possedimenti partendo da Barletta, dove si era stabilito, fino a Messina, Ravello e Napoli. La famiglia fu iscritta nel Sedile di Capuana di Napoli, arrivando così ad ottenere il titolo di viceré del Regno delle Due Sicilie.
Con il nome del loro casato italianizzato in quello di "della Marra", o semplicemente "Marra", la famiglia assunse le più importanti cariche del Regno con Angelo I della Marra, detto il Vecchio (1205-?), che fu viceré del Regno e, nel 1239, custode del tesoro imperiale per l'imperatore Federico II di Svevia, con il pronipote Risone II della Marra, che fu viceré di Roberto d'Angiò.
Attraverso i diversi rami della famiglia i Della Marra ebbero feudi e possedimenti in tutto il Mezzogiorno, in particolare in Campania (Agropoli, Napoli, Ravello e Serino), in Basilicata (Stigliano), in Puglia (Barletta, Racale), in Calabria e in Sicilia e si imparentarono con le più potenti famiglie nobili dell'epoca (i Caracciolo, i d'Aquino, i d'Aragona, i del Balzo, i Gesualdo, i Mancini, gli Orsini, i Ruffo, i Rufolo, i Sanseverino, i Zazzera, ecc.).
I Della Marra ebbero alterne fortune e si estinsero nei loro diversi rami o persero i loro feudi chi per mancanza di eredi maschi, chi per essere caduto in disgrazia agli occhi del sovrano.

## Membri principali
- Jacopa (o Jacqueline), nata nel 1275 dal viceré di Napoli Risone II, sposata nel 1310 in seconde nozze a Ugone del Balzo (1235-1315), conte di Soleto, signore di San Pietro di Galatina e Zollino, è un'antenata della regina d'Inghilterra, Maria I Tudor;
- Giacomo (detto anche Jacobello), 4º ed ultimo signore di Barletta, 7º signore di Stigliano, si sposò prima con Margherita Acciaiuoli, figlia di Lorenzo, barone di Calamata, e di Mattea Castaldo, poi con Margherita di Pontiaco, figlia di Roberto, e infine con Marella Caracciolo, vedova di Russillo Zurlo;
- Eligio, 2º conte di Aliano, 9º signore di Stigliano, sposato (1430-1435 ca.) a Sancia Caracciolo († 1438 ca.), figlia di Giovanni, 1º conte di Burgenza, e di Lucrezia del Balzo, ebbe una sola figlia Bernardina (o Isabella), 3ª contessa di Aliano, 10ª signora di Stigliano, che andò in sposa a Luigi Carafa, signore di Mondragone. I Carafa divengono principi di Stigliano nel 1520 con investitura fatta dal re Carlo V ad Antonio Carafa de Marra, figlio di Isabella e Luigi;
- Riccardo († 1470), ultimo signore di Racale, ebbe due figli, Giovanni e Menga;
- Alessandro, figlio minore di Matteo Antonio e di Caterina Dentice, protonotaio apostolico, nel 1488 fu nominato arcivescovo di Santa Severina;
- Raffaello (o Bernardino), signore di Carpignano (nel 1512 ereditò tali beni dallo zio Jacopo del Balzo, vescovo di Alessano e signore di Carpignano, assumendo il cognome della Marra-del Balzo), sposò Diana di Diano. Nel 1574 Carpignano passò ai marchesi Personé che lo acquistarono;
- Giacomo Antonio III, 9º barone di Serino, 3º signore di Ceppaloni, ecc. (per donazione paterna del 17 maggio 1526), sposato ad Antonia Tomacelli, divenne ribelle unendosi all'impresa dei francesi guidati dal Lautrec (1528) e per questo perse tutti i suoi averi (i suoi feudi furono devoluti alla Regia Corte che li donò poi a Rodrigo d'Avalos);
- Silvia, pronipote di Ferrante, duca di Guardia Lombardi, autore di pregevoli opere sulla genealogia della propria famiglia e della nobiltà del suo tempo, sposata il 14 novembre 1699 a Guglielmo Ruffo (Scilla, 24 giugno 1672 – 3 marzo 1748) è un'antenata della regina Paola del Belgio, nata Principessa Ruffo di Calabria.

## Dimore e toponomastica contemporanea
Alcuni dei palazzi dove vivevano i Della Marra sono presenti a:
- Adelfia – Porta dei Gironda/Della Marra, 1554, detta arco dell'Orologio di Canneto (l'orologio fu installato sulla porta cinquecentesca nel 1899);
- Barletta – Via Cialdini (appartenne ai della Marra dal 1635, vedi voce Palazzo della Marra);
- Bellona;
- Capua – Piazza Umberto I, Via XX Settembre;
- Cellamare – Castello nel cui atrio si può ammirare lo stemma gentilizio scolpito dei Della Marra;
- Casale di Carinola;
- Casalnuovo di Napoli – Villa Marra;
- Cicerale – Palazzo Marra, dal XVI secolo, Via Umberto I;
- Cirigliano – Torre del Castello dei Della Marra;
- Palermo – Via Celso 95 (XVIII secolo);
- Pesco Sannita;
- Ravello – Palazzo della Marra;
- Sant'Anastasia – Palazzo Marra;
- Sant'Arcangelo – Palazzo della Cavallerizza;
- Siderno – Via Spalato: Castello Feudale di Monteleone.

Anche la toponomastica ricorda i (della) Marra:
- Barletta, Via della Marra;
- Borgia, Via Marra;
- Boscoreale, Via Marra Marchesa;
- Calimera, Via Marra;
- Capua, Via Marra;
- Corniglio: fraz. Marra;
- Galatone, Via Marra;
- Lazise, Via Marra;
- Larino, Via Marra;
- Napoli, Vico Grotta della Marra;
- Napoli, Via duca Ferrante della Marra;
- Racale, Via De Marra;
- Ravello, Via della Marra;
- Reggio Calabria, Via Marra;
- Sant'Anastasia, Via Marra Marciano;
- Sant'Anastasia, Via Marra Paparo;
- Scafati, Via Marra;
- Scorrano, Via Rosa Marra;
- Tricase, fraz. Lucugnano, Via Pasquale Marra.

## Stemmi dei Della Marra
- Stemma della famiglia Della Marra nel libro d'oro del Patriziato di Ravello
- Stemma della famiglia Della Marra nel Monastero di Santa Maria di Orsoleo – Complesso monumentale del XV secolo – Comune di Sant'Arcangelo
- Stemma della Marra collocato nell'atrio del Castello di Cellamare

## Ramificazioni
Signori di Barletta (1352) e poi di Stigliano, conti di Aliano (1414)
- Niccolò († 1381), I signore di Barletta;
- Giovanni († 1381), II signore di Barletta;
- Eligio, III signore di Barletta, VI signore di Stigliano;
- Giacomo, IV signore di Barletta, VII signore di Stigliano;

→ rinuncia del feudo di Barletta
- Guglielmo, VIII signore di Stigliano, I conte di Aliano;
- Eligio, II conte di Aliano;
- Bernardina, III conte di Aliano.

→ estinzione della linea maschile
Signori di Cagnano
Linea originatasi da Elia, figlio di Eligio, III signore di Barletta.
- Elia, I signore di Cagnano;
- Nicolò, II signore di Cagnano;
- Giovanni, III signore di Cagnano, fratello del precedente;
- Giacomo, IV signore di Cagnano;
- Bernabò, V signore di Cagnano, fratello del precedente;
- Luigi, VI signore di Cagnano;
- Giovanni Donato (1509-?), VII signore di Cagnano;
- Luigi, VIII signore di Cagnano;
- Ferrante (1565-1641), IX signore di Cagnano.

→ divenuto duca di Guardia Lombardi
Duchi di Guardia Lombardi (1611)
- Ferrante (1565-1641), I duca di Guardia Lombardi fino al 1629;
- Luigi (1603-1635), II duca di Guardia Lombardi;
- Beatrice (1621-1649), III duchessa di Guardia Lombardi;
- Giuseppe (?-1656), IV duca di Guardia Lombardi, figlio della precedente con medesimo cognome;
- Giovanni Battista (?-1696), V duca di Guardia Lombardi, fratello del precedente;
- Silvia (1676-1768), VI duca di Guardia Lombardi.

→ estinzione della linea maschile
Signori di Stigliano
La linea si origina da Guglielmo, prozio di Elia, I signore di Cagnano.
- Guglielmo († 1338), I signore di Stigliano;
- Niccolò, II signore di Stigliano;
- Guglielmo, III signore di Stigliano;
- Mario, IV signore di Stigliano;
- Niccolò, V signore di Stigliano.

→ estinzione della linea e titolo passato ai cugini signori di Barletta
Signori di Riolo
- Galgano I († 1283), I signore di Riolo;
- Jacopo, II signore di Riolo;
- Galgano II, III signore di Riolo;
- Galgano III, IV signore di Riolo.

Baroni di Serino (1291)
- Guglielmo, I barone di Serino;
- Nicola, II barone di Serino, fratello del precedente;
- Giovanni, III barone di Serino;
- Matteo († 1389), IV barone di Serino;
- Giacomo Antonio I († 1416), V barone di Serino;
- Matteo Antonio († 1449), VI barone di Serino;
- Giacomo Antonio II, VII barone di Serino;
- Camillo, VIII barone di Serino;
- Giacomo Antonio III, IX barone di Serino.

→ estinzione della linea
Signori di Cellamare
La linea si origina da Felice, figlio di Giacomo Antonio III, IX barone di Serino.
- Felice, I signore di Cellamare;
- Cesare, II signore di Cellamare;
- Felice, III signore di Cellamare.

→ estinzione della linea
Signore di Montemarano
- Francesco († 1530), I signore di Montemarano;
- Giovanni Battista, II signore di Montemarano;
- Giovanni Cesare, III signore di Montemarano;
- Giovanni, IV signore di Montemarano.

→ estinzione della linea